# Ampulex
Ampulex è un genere di insetti apoidei della famiglia Ampulicidae.

## Tassonomia
Comprende le seguenti specie:
| - Ampulex aborensis Nurse, 1914 - Ampulex aenea (Fabricius, 1804) - Ampulex aenea Spinola, 1841 - Ampulex aeneola Bradley, 1934 - Ampulex albobarbata Tsuneki, 1982 - Ampulex alisana Tsuneki, 1967 - Ampulex angusticollis Spinola, 1841 - Ampulex annulipes de Motschoulsky, 1863 - Ampulex apicalis F. Smith, 1873 - Ampulex approximata R. Turner, 1912 - Ampulex arnoldi Brauns in Arnold, 1928 - Ampulex assamensis Cameron, 1903 - Ampulex assimilis Kohl, 1893 - Ampulex atrohirta R. Turner, 1915 - Ampulex bantuae Gess, 1984 - Ampulex bidenticollis Tsuneki, 1976 - Ampulex bredoi Arnold, 1947 - Ampulex brunneofasciata Giordani Soika, 1939 - Ampulex bryanti Turner, 1914 - Ampulex canaliculata Say, 1823 - Ampulex carinifrons Cameron, 1903 - Ampulex ceylonica Krombein, 1979 - Ampulex chalybea F. Smith, 1856 - Ampulex collator Bradley, 1934 - Ampulex compressa (Fabricius, 1781) - Ampulex conigera Kohl, 1893 - Ampulex constanceae (Cameron, 1891) - Ampulex crassicornis Kohl, 1898 - Ampulex crawshayi R. Turner, 1917 - Ampulex crudelis Bingham, 1897 - Ampulex cuprea F. Smith, 1856 - Ampulex cyanator (Thunberg, 1822) - Ampulex cyanipes (Westwood, 1841) - Ampulex cyanura Kohl, 1893 - Ampulex cyclostoma Gribodo, 1894 - Ampulex dementor Ohl, 2014 - Ampulex dentata Matsumura and Uchida, 1926 - Ampulex denticollis (Cameron, 1910) - Ampulex difficilis Strand, 1913 - Ampulex dissector (Thunberg, 1822) - Ampulex distinguenda Kohl, 1893 - Ampulex dives Kohl, 1893 - Ampulex elegantula Kohl, 1893 - Ampulex erythropus Kohl, 1893 - Ampulex esakii Yasumatsu, 1936 - Ampulex fasciata Jurine, 1807 - Ampulex ferruginea Bradley, 1934 - Ampulex formicoides R. Turner, 1926 - Ampulex formosa Kohl, 1893 - Ampulex fulgens de Beaumont, 1970 - Ampulex hellmayri W. Schulz, 1904 - Ampulex himalayensis Cameron, 1903 - Ampulex honesta Kohl, 1893 - Ampulex hospes F. Smith, 1856 - Ampulex insularis F. Smith, 1858 - Ampulex interstitialis Cameron, 1903 - Ampulex javana Cameron, 1905 - Ampulex khasiana Cameron, 1903 - Ampulex kristenseni R. Turner, 1917 - Ampulex kurarensis Yasumatsu, 1936 - Ampulex laevigata Kohl, 1893 - Ampulex latifrons Kohl, 1893 - Ampulex lazulina Kohl, 1893 - Ampulex lesothoensis Gess, 1984 - Ampulex longiabdominalis Wu and Chou, 1985 | - Ampulex longiclypeus Wu and Chou, 1985 - Ampulex longicollis Cameron, 1902 - Ampulex lugubris Arnold, 1947 - Ampulex luluana Leclercq, 1954 - Ampulex maculicornis (Cameron, 1889) - Ampulex major Kohl, 1893 - Ampulex melanocera Cameron, 1908 - Ampulex metallica Kohl, 1893 - Ampulex micado Cameron, 1905 - Ampulex micans Kohl, 1893 - Ampulex minor Kohl, 1893 - Ampulex mirabilis Berland, 1935 - Ampulex mocsaryi Kohl, 1898 - Ampulex moebii Kohl, 1893 - Ampulex montana Cameron, 1903 - Ampulex montivaga Gess, 1984 - Ampulex moultoni R. Turner, 1915 - Ampulex murotai Tsuneki, 1973 - Ampulex mutilloides Kohl, 1893 - Ampulex nasuta Er. André, 1895 - Ampulex nebulosa F. Smith, 1856 - Ampulex neotropica Kohl, 1893 - Ampulex nigricans Cameron, 1899 - Ampulex nigrocoerulea de Saussure in Distant, 1892 - Ampulex nigrosetosa Gess, 1984 - Ampulex nitidicollis R. Turner, 1919 - Ampulex occipitalis Arnold, 1947 - Ampulex overlaeti Leclercq, 1954 - Ampulex pilosa Cameron, 1900 - Ampulex psilopus Kohl, 1893 - Ampulex purpurea (Westwood, 1844) - Ampulex quadraticollar Wu and Chou, 1985 - Ampulex raptor F. Smith, 1856 - Ampulex regalis F. Smith, 1860 - Ampulex rothneyi Cameron, 1902 - Ampulex rotundioculus Wu and Chou, 1985 - Ampulex ruficollis Cameron, 1888 - Ampulex ruficornis (Cameron, 1889) - Ampulex ruficoxis Cameron, 1902 - Ampulex rufofemorata Cameron, 1903 - Ampulex sagax Kohl, 1893 - Ampulex satoi Yasumatsu, 1936 - Ampulex sciophanes (Nagy, 1971) - Ampulex seitzii Kohl, 1893 - Ampulex senex Bischoff, 1915 - Ampulex sibirica (Fabricius, 1793) - Ampulex sikkimensis (Kriechbaumer, 1874) - Ampulex smaragdina F. Smith, 1858 - Ampulex sodalicia Kohl, 1893 - Ampulex sonani Yasumatsu, 1936 - Ampulex sonnerati Kohl, 1893 - Ampulex spectabilis Kohl, 1893 - Ampulex splendidula Kohl, 1893 - Ampulex surinamensis de Saussure, 1867 - Ampulex sybarita Kohl, 1893 - Ampulex takeuchii Yasumatsu, 1936 - Ampulex thoracica F. Smith, 1856 - Ampulex timulloides Gess, 1984 - Ampulex toroensis R. Turner, 1919 - Ampulex tridentata Tsuneki, 1982 - Ampulex trigonopsis F. Smith, 1873 - Ampulex varicolor R. Turner, 1919 - Ampulex venusta Stål, 1857 - Ampulex viridescens Arnold, 1947 - Ampulex yunnanensis Wu and Chou, 1985 |